# Cratere Cajal
Cajal  è un piccolo cratere lunare da impatto intitolato al medico e patologo Santiago R. Cajal. È un cratere circolare, a forma di tazza, posto nella parte settentrionale del Mare della Tranquillità, ed a sud-est del cratere Jansen. A nord-ovest si trova un sistema di rilievi noto come Dorsa Barlow.